# Szloboda János
Szloboda János (Temesliget, 1917. december 15. – ?) romániai magyar költő, elbeszélő.

## Életútja
Tanulmányait Temesváron kezdte (1930), de középiskolai vizsgáit csak jóval később, esti líceumban, Bukarestben tette le (1955–58; 1962–66). Üzemi lakatosként, kötöttárugyári munkásként 1934-ig Temesváron, 1936–38-ban Bukarestben, 1940–41-ben Kolozsváron, 1941–42-ben Budapesten dolgozott. 1928-tól részt vett a munkásmozgalomban, 1932-től az illegális Kommunista Párt tagja. Emiatt mintegy négy évet töltött börtönben. 1944 után pártaktivista, 1961-től a Sajtó-főigazgatóság lektora (például cenzor) volt.
Versekkel, karcolatokkal az Előre, Hargita, Ifjúmunkás, a temesvári Szabad Szó, a Bányavidéki Fáklya hasábjain jelentkezett. Egészében kiadatlan maradt És más út nem volt c. regényéből 1961-ben az Előre közölt részleteket.

## Kötete
- Arculütött hétköznapok (regény, Csehi Gyula előszavával, Temesvár, 1974)